# 山口幸洋
山口 幸洋（やまぐち ゆきひろ、1936年（昭和11年）1月26日 - 2014年（平成26年）4月24日）は日本の方言学者。元・静岡大学教授。博士（文学）（大阪大学、1999年）。

## 人物・来歴
静岡県新居町生まれ。1954年に静岡県立浜松商業高等学校を卒業した後、プロパンガス販売の自営業に従事する傍ら、日本全国の方言を調査研究する。1985年、「新居町の方言体系」（『新居町史』第3巻所収）で第4回新村出賞受賞。1992年、静岡大学人文学部講師。1998年、同大学を教授で退官。
日本語の方言、とりわけ静岡県の方言を専門としている。また、東京式アクセントの成立過程に関して、従来説とは異なる新たな見解を提唱している（東京式アクセント#歴史参照）。
2014年4月24日、肺炎のため死去。

## 主な著書
- 『日本語東京アクセントの成立』（港の人、2003年） ISBN 4896291174
- 『方言・アクセントの謎を追って』（悠飛社、2002年） ISBN 4860300076
- 『椿の局の記』（近代文藝社〈近代文芸社新書〉、2000年） ISBN 4773356235
  - 『大正女官、宮中語り』 - 脚注・解説を加えて復刊（創元社、2022年、監修・河西秀哉） ISBN 9784422201672
- 『しずおか方言風土記』（静岡新聞社、1999年） ISBN 4783810664
- 『日本語方言一型アクセントの研究』（ひつじ書房〈ひつじ研究叢書, 言語編 ; 第15巻〉、1998年） ISBN 4938669951
- 『オサンドンという名の鳥 - ことばの歴史を求めて』（近代文藝社、1994年） ISBN 4773326697
- 『静岡県の方言』（静岡新聞社、1987年） ISBN 4783810303
- 『方言から見た東海道』（秋山書店〈秋山叢書〉、1982年） NCID BN04710466

## 記念論文集
- 山口幸洋博士の古希をお祝いする会（編）『方言研究の前衛 - 山口幸洋博士古希記念論文集』（桂書房、2008年） ISBN 9784903351568